# イヴォンヌ・グーヴェルネ
イヴォンヌ・グーヴェルネ（Yvonne Gouverné 1890年2月6日 -  1982年10月26日）は、フランスの伴奏者、合唱指揮者。

## 生涯

### キャリア初期
パリ9区に医師の娘として生まれた。パリ・スコラ・カントルムで学んだ後、ピアニストとしてのキャリアを歩み始める。1918年にアンドレ・カプレと出会ったことが契機となり、プロの伴奏者、歌手へと転向した。
カプレとは1922年11月にドビュッシーの『聖セバスティアンの殉教』を演奏会形式で、1923年6月にはクレール・クロワザを独唱に迎えてカプレの『イエスの鏡』を、いずれもコンセール・パドルーで初演した。1925年にカプレが他界すると、グーヴェルネは彼の作品の普及に専心することを決意し、1925年から1933年の間はワルター・ストララムの演奏会でキャリアを築いていった。彼女は1928年のストラヴィンスキーの『エディプス王』、そしてオネゲルのオラトリオ『ユーディット』の初演に参加している。
1929年と1930年には、再びストララムと共同でシャンゼリゼ劇場にて『Vulgarisation musicale』と称する革新的なラジオ番組を主催した。
1930年のうちにSociété de musique d'autrefois（訳例：古楽協会）でロジェ・デゾルミエールと合流した。これは今日ではバロック音楽と呼ばれる古楽への初の進出であり、彼女は1956年以後に再び協会とまみえることになる。デゾルミエールとは再度、1930年6月4日のイーゴリ・マルケヴィチのカンタータの初演にてパリ交響楽団で共に仕事をしている。

### 合唱団の結成
1934年のワルター・ストララムの没後、グーヴェルネは声楽アンサンブルを結成、間もなくピエール＝オクターヴ・フェルー、アンリ・バロー、ジャン・リヴィエ、エマニュエル・ボンドヴィルによる「トリトン・コンサート」に関わっていく。これがきっかけとなりフローラン・シュミット、フランシス・プーランク、ロラン＝マニュエルによる最初のア・カペラ合唱オーディションが開催されることになり、シャルル・ミュンシュが指揮したストラヴィンスキーの『結婚』の上演に繋がる。ミンシュは1935年以降、フィルハーモニー管弦楽団とパリ音楽院管弦楽団のいずれの場合にも、合唱にいつもグーヴェルネを呼ぶようになった。1938年6月16日にオテル・デ・ザンヴァリッドの栄光の中庭で行われたミンシュ指揮のベルリオーズのレクイエムや、同年にサル・プレイエルでブルーノ・ワルターが指揮したヴェルディのレクイエムなど、記念碑的な演奏会が開かれたのはこの頃である。
ボンドヴィルの助力により合唱団はエッフェル塔のラジオ局にも参入し、これによってグーヴェルネは1934年にデジレ＝エミール・アンゲルブレシュトが新たに創設したフランス国立管弦楽団でデゾルミエールと再会した。フランス国立管弦楽団とは1960年代まで仕事を共にしている。
戦時中のレンヌへの疎開後は、放送のために初めてアメリカ合衆国の地を踏み、1940年9月にパリへと戻った。第二次世界大戦中のドイツの占領下での彼女は、デゾルミエール、ミンシュとの仕事を継続した。次いでイヴォンヌ・グーヴェルネ合唱団は、ジャン・フランセの『ヨハネの黙示録』の最初のオーディションで歌唱、ミンシュが1942年に録音したオネゲルの『火刑台上のジャンヌ・ダルク』でも歌っている。
1942年には、ラジオ局の音楽監督だったボンドヴィルが、パリでのラジオ放送を次第に引き継がせるべくグーヴェルネに指導を行った。

### 大戦後
フランスの占領からの解放にあたって、フランス国営放送の音楽監督になっていたアンリ・バローが、グーヴェルネに4年間の占領で散り散りになっていた合唱団の再建業務の全権を引き継がせた。そうして1946年にフランス国立放送少年合唱団が創設され、1947年には交響合唱団とリリック合唱団の友好関係樹立に至った。
次々と初演の仕事が舞い込んだ。メシアンの『神の現存についての3つの小典礼』が1945年にコンセール・ド・ラ・プレイヤードで初演、録音され、モーリス・デュリュフレのレクイエムがフランス国立管弦楽団の演奏にエレーヌ・ブヴィエとカミーユ・モラーヌを独唱に迎え、いずれもデゾルミエールの指揮で演奏された。同じくフランス国立管弦楽団と、1947年2月17日にルイ・サゲールの管弦楽と合唱とのための『Ode au peuple』の初演を指揮したのはウジェーヌ・ビゴーであった。1947年5月8日にはバローの『Mystère des saints innocents』がマニュエル・ロザンタルの指揮で、1949年11月28日にはジャチント・シェルシの『Naissance du verbe』がデゾルミエールの指揮で初演された。
グーヴェルネは映画にも活躍の場を広げた。エミール・ゾラにちなんだジャック・ド・バロンセリ監督の『le Rêve』、ジュリアン・デュヴィヴィエ監督の『Golgotha』（音楽はジャック・イベール）、ロバート・シオドマク監督の『La Vie parisienne』（オッフェンバックの音楽による）、マルセル・レルビエ監督の『La citadelle du silence』（音楽はダリウス・ミヨー）、マルセル・カルネ監督の『霧の波止場』（音楽はモーリス・ジョベール）、『Véronique』などである。舞台にはコメディ・フランセーズで上演されたジャン・ラシーヌの『アタリー』（ヘンデルの音楽をジャック・シャイエが編曲）がある。
グーヴェルネは1982年10月26日にパリ16区に没した。92歳だった。
プーランクは1938年から1939年にかけて作曲された『悔悟節のための4つのモテット』から、第2曲「選ばれしわがぶどうの木」をグーヴェルネに献呈している。

## 録音
メシアンの他には次のような録音がある。
- 1941年 オネゲル作曲、オラトリオ『死の踊り』、シャルル・パンゼラ（バリトン）、ジャン＝ルイ・バロー（語り）、シャルル・ミンシュ指揮パリ音楽院管弦楽団（1941年1月26日）OCLC 53244509
- 1954年 ストラヴィンスキー作曲、『詩篇交響曲』、ヤッシャ・ホーレンシュタイン指揮OCLC 916398123
- 1955年 バロー作曲、『Mystère des Saints Innocents』、パウル・クレツキ指揮OCLC 806480131
- 1956年 ミヨー作曲、カンタータ『焔の城』、作曲者自身の指揮、1955年11月30日にシャイヨ宮で行われた初演OCLC 880098675

次の録音もよく知られる。
- 1941年 ドビュッシー作曲、『ペレアスとメリザンド』、ロジェ・デゾルミエール指揮（4月24日/11月17日、EMI）OCLC 85482367